# مری راس
مری راس (به انگلیسی: Mary Roos) با نام اصلی رزماری شواب (به انگلیسی: Rosemarie Schwab) (زاده ۹ ژانویه ۱۹۴۹) خواننده، بازیگر آلمانی است.
او نماینده آلمان در مسابقه آواز یوروویژن ۱۹۷۲، مسابقه آواز یوروویژن ۱۹۸۴ بود.